# Николаевский (Волгоградская область)
Николаевский — хутор в Новониколаевском районе Волгоградской области, в составе Верхнекардаильского сельского поселения.
Население — 154 (2010)

## История
Дата основания не установлена. В середине XIX века — владельческая слобода Николаевская. Согласно Списку населённых мест Земли Войска Донского по сведениям 1859 года во владельческой слободе Николаевка проживало 170 мужчин и 150 женщин.
Согласно переписи населения 1897 года в слободе проживали 458 мужчин и 324 женщины. Большинство населения было неграмотным: из них грамотных мужчин — 165, грамотных женщин — 19.
Согласно алфавитному списку населённых мест Области Войска Донского 1915 года земельный надел слободы составлял всего 430 десятин, здесь тогда проживали 569 мужчин и 537 женщин, имелись волостное и сельское правления, церковь, сельская и церковно-приходская школы. Село обслуживало Песковское почтовое отделение Воронежской губернии.
С 1928 года в составе Новониколаевского района Хопёрского округа (упразднён в 1930 году) Нижне-Волжского края (с 1934 года — Сталинградского края, с 1936 года Сталинградской области, с 1954 по 1957 год район входил в состав Балашовской области).

## География
Хутор находится в степной местности, в пределах Хопёрско-Бузулукской равнины, являющейся южным окончанием Окско-Донской низменности, на реке Кардаил (преимущественно на левом берегу). Центр хутора расположен на высоте около 130 метров над уровнем моря. Почвы — чернозёмы обыкновенные.
Географическое положение
По автомобильным дорогам расстояние до областного центра города Волгоград составляет 350 км, до районного центра посёлка Новониколаевский — 36 км, до административного центра сельского поселения хутор Верхнекардаильский — 9,8 км. Ближайшая железнодорожная станция Алексиково расположена в районном центре.
Часовой пояс
Николаевский, как и вся Волгоградская область, находится в часовой зоне МСК (московское время). Смещение применяемого времени относительно UTC составляет +3:00.

## Население
Динамика численности населения по годам:
| 1859 | 1873 | 1897 | 1915 | 1987 |
| ---- | ---- | ---- | ---- | ---- |
| 320  | 536  | 782  | 699  | ≈230 |

| 1959   | 2010 |
| ------ | ---- |
| 11 010 | ↘154 |

## Инфраструктура
Развитое сельское хозяйство. Личное подсобное хозяйство.

## Транспорт
Через хутор проходит автодорога Верхнекардаильский — Красностановский.